# Mikayil Mirzayev
 (octobre 2023).
Pour les articles homonymes, voir Mirzayev.
Mikayil Mirzayev (en azéri : Mikayıl Şahvələd oğlu Mirzəyev ; né le 1er janvier 1947 dans la région Aghsou de l'Azerbaïdjan et mort le 3 juin 2006) est un scénariste, lecteur, Artiste émérite de la RSS d'Azerbaïdjan (1987) Artiste du peuple d'Azerbaïdjan (1991).

## Biographie
Mirzayev Mikayil Chahveled oglu est né le 1er janvier 1947 dans le village de Talysh. En 1969, il est diplômé de la Faculté d'art dramatique et de théâtre de l'Institut national des arts d'Azerbaïdjan. De 1976 à 2000, il travaille par intermittence au Théâtre national académique dramatique azerbaïdjanais.
Il est élu député du Milli Medjlis pour deux mandats, 1995-2000 et 2002-2005. En 1992-1995, il travaille également comme directeur du Collège technique culturel et éducatif de Bakou près de l'Université d'État de la Culture et des Arts d'Azerbaïdjan (actuellement Collège humanitaire),.

## Prix
- En 1987, le titre honorifique d'Artiste émérite de la RSS d'Azerbaïdjan.
- Le 22 mai 1991, le titre honorifique d'Artiste du peuple d'Azaerbaïdjan.